# Kolman
Kolman je priimek, pogost tudi v Sloveniji, ki so ga po podatkih Statističnega urada Republike Slovenije na dan 1. januarja 2022 uporabljalo 604 osebe, od tega največ (128) v posavski statistični regiji. Po pogostosti se priimek v Sloveniji uvršča na 442. mesto, v posavski statistični regiji pa na 63. mesto. 

## Znani nosilci priimka
- Alenka Kolman Polanec (*1976), pevka zabavne glasbe, fotomodel, voditeljica prireditev
- Boris Kolman, ritenski tekač
- Alojz Kolman - Marok (1911–1944), partizanski poveljnik, narodni heroj
- Lojze Kolman (*1967), športni telovadec (gimnastik)
- Nejc Kolman (*1989), nogometaš
- Saša Kolman (*1984), nogometaš, trener
- Stane Kolman (*1953), kipar